# سیلویا آلونسو
سیلویا آلونسو (اسپانیایی: Silvia Alonso‎؛ زادهٔ ۲۸ دسامبر ۱۹۸۹) بازیگر اهل اسپانیا است.
از فیلم‌ها یا مجموعه‌های تلویزیونی که وی در آن‌ها نقش داشته‌است، می‌توان به سرزمین گرگ‌ها، تاج شکسته، غریزه، این به نفع خود شماست و دردسر قریب‌الوقوع اشاره نمود.